# Cirrhitichthys aureus
Cirrhitichthys aureus är en fiskart som först beskrevs av Temminck och Hermann Schlegel 1842.  Cirrhitichthys aureus ingår i släktet Cirrhitichthys och familjen Cirrhitidae. Inga underarter finns listade i Catalogue of Life.